# Senostoma pallidihirtum
Senostoma pallidihirtum là một loài ruồi trong họ Tachinidae.